# Great Planes Model Manufacturing
Great Planes Model Manufacturing är ett företag i Champaign, Illinois, USA som tillverkar radiostyrda modellflygplan. Det grundades 1982 av Don Anderson och har sedan dess vuxit till att bli en av de största tillverkarna. Företaget producerar alla möjliga byggsatser för bränsledrivna och eldrivna modellflygplan för både nybörjare och experter samt olika verktyg och tillbehör.